# 生天目仁美
生天目仁美（日语：／ Nabatame Hitomi，1976年11月26日—），日本女性配音員、演員、歌手。出身於神奈川縣橫濱市（在新潟县佐渡市出生）。賢Production所屬。身高163cm。B型血。

## 來歷
專門學校時代開始，不斷嘗試參加各種新人徵選活動。直到電台節目《SOMETHING DREAMS 多媒體倒數計時》舉辦新人聲優通過徵選之後，以新人聲優組合「美夢成真俱樂部」的成員身分出道（包含同樣經由公開徵選而入選的田村由香里、堀江由衣、淺川悠等人）。畢業後，她被柄本明的芝居所感動，因此加入劇團東京乾電池，從舞台演員活動起家。退團後，進入賢Production旗下聲優學校School Duo接受訓練，結訓後正式成為賢Production所屬。
2003年，於School Duo受訓時期，幫對戰格鬥遊戲《侍魂零》角色莉姆露露、及電視動畫《真月譚 月姬》女主角愛爾奎特·布倫史塔德與《愛的魔法》女主角宮間夕菜進行配音而備受注目，從此她正式投入聲優業界。
2011年，組成演劇組合「缶」，2014年為止已進行了3場公演。現在休止中。
2004年至2005年間與同事務所的同事伊藤靜組成雙人聲優組合「生天目仁美與伊藤靜（日语：生天目仁美と伊藤静）」活動。

## 人物
喜歡的言語是「冬天過後就是春天」。家庭構成為雙親及一個弟弟。家族是虔誠的創價學會學會員。本身屬於東京都新宿區新宿青春支部女子部員。
讀賣巨人球迷。國中時期是壘球社所屬，高中時期是排球社所屬。
母親經常以筆名「滿某某小姐」投稿到其電台節目大談女兒的事，因此她的粉絲會以「某小姐」來稱呼母親。
2014年8月4日，在部落格為聲演角色《DokiDoki！光之美少女》女主角相田愛一同慶生，同時也發表已經結婚的消息。
通常暱稱。其它還有（鷲崎健取名）、（安元洋貴取名）、（鈴村健一取名）。

## 逸事
2003年動畫版《真月譚 月姬》的角色發佈會中，有關方面決定起用當時還是寂寂無名、演舞台劇出身的她配演女主角愛爾奎特，震驚外界。在同期播映的《愛的魔法》再度被起用，為女主角宮間夕菜配音。在《愛的魔法》第一次錄音後，有感配音的工作與演舞台劇有很大的差距，一時適應不來，回家途中一個人在電車上流淚。
跟同一事務所的伊藤靜組成「生天目仁美與伊藤靜」參加活動時期，由於經常在公開活動中「言論失控」，需要伊藤及豬口有佳出手壓制。
在演出《草莓棉花糖》後，與同劇的聲優千葉紗子、折笠富美子、川澄綾子及能登麻美子關係良好，因此組成了「棉花糖會（ましまろ会）」，偶然會相約一起出外活動。
非常喜歡能登麻美子，曾在手提電話的鈴聲用了能登麻美子的聲音、多次在網上電台節目高呼「最愛麻美子」。
在，清水香里對於穿著浴衣出場的生天目的評語為：「第一次看到她那麼女性化！」另外她是校園迷糊大王工作人員中公認的「性騷擾大王」，曾被她非禮胸部的女聲優有：清水香里、能登麻美子、小清水亞美、堀江由衣、福井裕佳梨。
自言她的「正妻」是伊藤靜，愛人一號是能登麻美子，愛人二號是清水香里；而能登麻美子則說愛人三號是小清水亞美，愛人四號是後藤麻衣。至於尤加奈則是她的「戀愛預感」。
和佐藤利奈、下屋則子、廣橋涼組成「KAT-TUN會」（住在旅館，一直到早上為止都在看KAT-TUN的DVD，一邊聊天）。最近植田佳奈也加入了（植田在blog中表示）。

## 演出
粗體字表示主要角色。

### 電視動畫
年份不詳
- 麵包超人（貓美〈第8代〉）

2003年
- 犬夜叉（村子女孩）
- 拜託了☆雙子星（女學生）
- 你所期望的永遠（女學生B）
- 真月譚 月姬（愛爾奎特·布倫史塔德）
- 愛的魔法（宮間夕菜）

2004年
- 詩∽片（橘泉水）
- 宇宙交響詩美蒂露 銀河鐵道999外傳（日语：宇宙交響詩メーテル 銀河鉄道999外伝）（梅）
- 妖精的旋律（白河、少年時期的恭太）
- GANTZ（岸本惠[11]）
- 混沌武士（村子女孩）
- 校園迷糊大王（周防美琴）
- 沙漠神行者（鞠子[12]）
- 老師的時間（女學生、外國女性）
- 索斯機械獸IV（貝蒂）
- 捉鬼天狗幫（志乃）
- 哈姆太郎（海豚）
- 2×2忍傳（日语：ニニンがシノブ伝）（女忍者、女學生）
- 光與水的女神（梅、女學生A）
- 光之美少女（中川弓子）
- BLEACH（越智美諭、國枝鈴、伊勢七緒）
- 瑪莉亞的凝望（鳥居江利子）
  - 瑪莉亞的凝望
  - 瑪莉亞的凝望 ～春～
- 妄想代理人（廣播）
- 洛克人EXE Stream（盧特）
- 魔法咪路咪路Wonderful（卡梅里）

2005年
- 極限女孩（鳳薇薇安）
- 草莓棉花糖（伊藤伸惠、女教師）
- Canvas2 ～彩虹色的圖畫～（桔梗霧）
- 玻璃假面 (2005年版)（奧菲莉婭、小宮部長）
- 極上生徒會（神宮司奏）
- 灼眼的夏娜（『悼文吟誦人』瑪瓊琳·朵）
- 星艦駕駛員（迪塔·米爾科夫）
- ToHeart2（十波由真）
- 聖魔之血（凱特·史考特[13]）
- 蜂蜜幸運草（蝶子）
- 嬉皮笑園（南條操、小Q）

2006年
- 增血鬼果林（小孩、女子學生、女）
- 星際海盜（四月）
- The Third ～蒼之瞳的少女～（日语：ザ・サード）（羅娜·法娜）
- 地獄少女（小川步美〈柴田步美〉）
- 女高中生 GIRLS-HIGH（高橋繪里子）
- 校園迷糊大王 二學期（周防美琴）
- 草莓危機（花園靜馬）
- 真仙魔大戰（上御殿）
- 小小備長炭（教師、作法老師）
- 武裝鍊金（早櫻花）
- BLEACH（狩矢神〈少年時期〉）
- 無敵看板娘（鬼丸美輝[14]）
- 夜明前的琉璃色 ～Crescent Love～（菲娜·法姆·亞修萊特）
- 怪醫美女RAY THE ANIMATION（佐藤利江）
- 鍊金三級魔法少女（莉露）

2007年
- 一騎當千 龍之命運（關羽雲長）
- 王牌投手 振臂高揮 - 篠岡的前輩
- GO！純情水泳社！（織塚桃子）
- 鋼鐵三國志（孫權仲謀）
- 灼眼的夏娜II（『悼文吟誦人』瑪瓊琳·朵）
- 天翔少女（安岐夕子）
- 藍蘭島漂流記（梅梅、小魔）
- 交響情人夢（多賀谷彩子[15]）
- 蟲之歌（立花利菜）
- 旋風管家！（桂雪路、魔女）[注 2]
- PRISM ARK（神樂、柯梅特、梅特）
- BLUE DROP ～天使們的戲曲～（機械操作人員、學生1）
- 獻上女神的祝福（銀之瑪莉亞、瑪麗）
- 火箭女孩（茉莉）

2008年
- 一騎當千 GreatGuardians（關羽雲長）
- CHAOS;HEAD（蒼井瀨名[16]）
- 狂亂家族日記（姬宮百萬子／不解宮百萬）
- 鬼太郎 (第5作)（實）
- SCARECROWMAN THE ANIMATION（日语：スケアクロウマン）（頒獎式準備委員B）
- S·A特優生 ～Special A～（東堂明、瀧島家女僕B）
- 秀逗魔導士REVOLUTION（少女A、女性客人A）
- 鶺鴒女神（鈿女）
- （洛基·羅曼）
- 隱王（藤堂卡塔麗娜）
- 乃木春香的秘密（綾瀨琉子、綾瀨裕人〈幼少時期〉）
- 蒼色騎士（薩夏）
- 藍龍（諾伊）
- 神奇寶貝鑽石&珍珠（芭莉絲）
- （雅）
- 記憶女神的女兒們（神山瑠音）
- 藥師寺涼子怪奇事件簿（藥師寺涼子[17]、莫奈美）

2009年
- 明日的與一！（鷹司安琪拉）
- 海物語 ～有你相伴～（章魚美女士兵）
- 女王之刃（甲魔忍軍頭領 靜）
  - 女王之刃 流浪的戰士
  - 女王之刃 王座的繼承者
- 蜡笔小新（小凜）
- 神曲奏界 crimson S（艾蓮德絲）[注 3]
- SKIP BEAT！華麗的挑戰（百瀨逸美）
- 楚楚可憐超能少女組（塞拉、瑪薩拉）
- DARKER THAN BLACK -流星之雙子-（理花子）
- 信蜂（內莉）
- 科學超電磁砲（舍監）
- 夏日風暴！／夏日風暴！ ～春夏冬中～（Master／沙也加[18][19]）
- 乃木春香的秘密 Purezza♪（綾瀨瑠子、姬宮深藍）
- 旋風管家!!（桂雪路）
- 瑪莉亞的凝望 4th Season（鳥居江利子、有馬菜菜）
- 戰鬥陀螺 鋼鐵奇兵（修）
- 小雙俠 (2008年版)（テツト）
- 簡單易懂的現代魔法（姊原美鎖）

2010年
- 一騎當千 XTREME XECUTOR（關羽雲長）
- 野狼大神與七位夥伴（村野雪女）
- 我的妹妹哪有這麼可愛！（槙島沙織〈沙織·巴吉納〉[20]）
- 學園默示錄 HIGHSCHOOL OF THE DEAD（女）
- 侵略！花枝娘（辛蒂·坎貝爾）
- 心靈偵探 八雲（新井真央）
- 鶺鴒女神 ～Pure Engagement～（鈿女）
- 哆啦A夢 (水田山葵版)（女孩子B）
- 吊帶襪天使（丈夫惡靈）
- FORTUNE ARTERIAL -赤之約束-（悠木奏）
- 嬌蠻貓娘大橫行（穗乃花的母親）

2011年
- 蘿黛的後宮玩具（茱蒂·斯諾雷維克）
- 卡片鬥爭!! 先導者（鳴海淺香）
- 神的記事本（明老闆—）
- 30歲的保健體育（和田、保加利亞小姐）
- 灼眼的夏娜III -FINAL-（『悼文吟誦人』瑪瓊琳·朵）
- 侵略!? 花枝娘（辛蒂·坎貝爾）
- 寵物反斗星（Tsurara女王[21]）
- 夏目友人帳 參（附身田沼的妖怪）
- 變身！公主偶像（乙姬）
- Persona4 the ANIMATION（柏木典子）

2012年
- 一起一起這裡那裡（片瀨真宵）
- 即興動畫研究所（日语：アドリブアニメ研究所）（阿時）
- 織田信奈的野望（柴田勝家[22]）
- 卡片鬥爭!! 先導者 亞洲巡迴賽篇（鳴海淺香）
- 少女與戰車（逸見艾麗卡[23]）
- 黑魔女學園（麻倉良太郎）
- 這樣算是殭屍嗎？OF THE DEAD（克莉絲）
- 戰國Collection（山口）
- 偵探歌劇 少女福爾摩斯 第2幕（日笠）
- Muv-Luv Alternative Total Eclipse（克麗斯嘉·巴切諾娃[24]）
- 惡魔高校D×D（天野夕麻〈雷娜蕾〉）
- 旋風管家！CAN'T TAKE MY EYES OFF YOU（桂雪路）
- 向陽素描×蜂窩（安藤）
- 惡魔奶爸（鳥居）

2013年
- 我的妹妹哪有這麼可愛。（槙島沙織〈沙織·巴吉納〉）
- 卡片鬥爭!! 先導者 聯合王牌篇（鳴海淺香）
- 蠟筆小新（幼稚園園童）
- 團地友夫（菊川光雄[25]、吉本的母親）
- 科學超電磁砲S（舍監）
- DokiDoki！光之美少女（相田愛／愛心天使[26]）
- 旋風管家！Cuties（桂雪路）
- 神奇寶貝XY（薩奇、希特隆的哈力栗、米茹菲的胖甜妮、可爾妮的功夫鼬、花潔夫人、瑪綉的粉香香、翔太的胖甜妮 等）
- 迷你先導（鳴海淺香、卡片的聲音〈女〉）
- 名偵探柯南（板倉美加）
- WHITE ALBUM2（冬馬和紗[27]）
- Walkure Romanze 少女騎士物語（龍造寺茜[28]）

2014年
- 斬！赤紅之瞳（妮烏[29]）
- 卡片鬥爭!! 先導者 雙鬥搭檔篇（鳴海淺香）
- 鋼彈創戰者TRY（星野真理香）
- 偽戀（日原教子）
- 喵～麵（日语：犬猫アワー 47都道府犬R&にゃ〜めん#にゃ〜めん）（小魚乾喵面[30]）
- Happiness Charge 光之美少女！（愛心天使）[31]
- Fate/kaleid liner 魔法少女☆伊莉雅 2wei！（芭潔特·弗拉卡·馬克雷米茲[32]）
- 黑色子彈（椎名和美—）
- RAIL WARS！（門田櫻）
- 三坪房間的侵略者!?（放送委員）

2015年
- Aikatsu！偶像活動！（黑澤凛的前輩）
- ALDNOAH.ZERO 第二期（拉斐亞）
- 干支魂（小蛇[33]、星之子）
- 境界之輪迴（六文[34]）
- 金田一少年之事件簿R SP「明智警部之事件簿」（杉田圓[35]）
- 食戟之靈（大御堂文緒〈年輕時〉）
- 那就是聲優！（汐汐留光[36]）
- 偽戀：（日原教子）
- 惡魔高校D×D BorN（天野夕麻〈雷娜蕾〉）
- Fate/kaleid liner 魔法少女☆伊莉雅 2wei Herz！（芭潔特·弗拉卡·馬克雷米茲[37]）
- 神奇寶貝 XY&Z（希特隆的哈力栗、米茹菲的胖甜妮、薩奇、翔太的胖甜妮、絢香的阿勃梭魯、艾嵐的瑪狃拉、瑪綉的粉香香 等）
- 名偵探柯南（關根康美）

2016年
- 蒼之彼方的四重奏（有坂牡丹[38]）
- 房東妹子青春期（白井麗子[39]）
- 卡片鬥爭!! 先導者G GIRS危機篇（鳴海淺香）
- 卡片鬥爭!! 先導者G 超越之門篇（鳴海淺香）
- 鋼彈創戰者TRY ISLAND WARS（星野真理香）
- 機動戰士鋼彈 鐵血的孤兒（茵瑪津·多卡）
- 境界之輪迴 第2期（六文、洋子的母親）
- 為美好的世界獻上祝福！（瑟娜）
- 在下坂本，有何貴幹？（八木[40]、家庭科教師）
- TABOO TATTOO -禁忌咒紋-（卡爾·夏克哈[41]）
- DAYS（風間曉子)
- 春&夏事件簿 ～春太與千夏的青春～（上條南風）
- Fate/kaleid liner 魔法少女☆伊莉雅 3rei!!（芭潔特·弗拉卡·馬克雷米茲[42]）
- Lostorage incited WIXOSS（雪目[43]）
- WWW.WORKING!!（進藤悠態的母親）

2017年
- CHAOS;CHILD（蒼井瀨名）
- 為美好的世界獻上祝福！2（瑟娜[44]、點仔、長相可怕男子的搭檔）
- 靈契（日语：Spiritpact）（端木寺蕓）
- 境界之輪迴 第3期（六文）
- 不起眼女主角培育法♭（紅坂朱音）
- 劍姬神聖譚 在地下城尋求邂逅是否搞錯了什麼 外傳（椿·柯布蘭德）
- 情色漫畫老師（沙織·巴吉納）
- 來自深淵（拉菲）
- 名偵探柯南（福原由佳）
- 寶石之國（榍石[45]）
- 側車搭檔（和田初音[46]）
- Dies irae（冰室玲愛、伊札克[47]）

2018年
- 刻刻（佑河早苗）
- 伊藤潤二驚選集（曾我[48]）
- 靈契 -黃泉之契-（端木寺芸）
- 妖精森林的小不點（愛結音）
- 惡魔高校D×D HERO（天野夕麻〈雷娜蕾〉）
- 飛龍女孩（昭島英子）
- 卡片鬥爭!! 先導者 (2018年版)（鳴海淺香）
- Free！-Dive to the Future-（栗宮茜）
- 少女☆歌劇Revue Starlight（中學老師）
- RELEASE THE SPYCE（源鈴）
- 殺戮的天使（諮詢師）

2019年
- 環戰公主（黑田怜奈[49]）
- 刀劍神域 Alicization（法娜提歐·辛賽西斯·滋）
- 名偵探柯南（宫下海果）
- 為什麼老師會在這裡！？（佐藤咲[50]）
- 魔法水果籃（白木繭子）
- 卡片鬥爭!! 先導者 續·高中生篇（鳴海淺香）
- 海盜戰記（悠瓦[51]）
- 魔王陛下RETRY！（蜜柑[52]）
- KIRA KIRA HAPPY★ 打開吧！見習神仙精靈（幸福妮）
- 彼方的阿斯特拉（波麗娜·里維斯卡亞）
- 異世界超能魔術師（傑德）
- 平凡職業造就世界最強（嘉德麗雅）
- 刀劍神域 Alicization War of Underworld（法娜提歐·辛賽西斯·滋）
- 小書痴的下剋上：為了成為圖書管理員不擇手段！（拉爾法）

2020年
- 異世界四重奏2（點仔）
- 暗黑破壞神在身邊。（芹的母親）
- 少女前線 -狂亂篇-（代理人）
- GO！GO！原子小金剛
- 小書痴的下剋上：為了成為圖書管理員不擇手段！第2期（拉爾法）
- 魔法水果籃 2nd season（白木繭子）
- 神之塔 -Tower of God-（瑟琳娜·林內）
- 超異域公主連結 Re:Dive（靜流）
- 弩級戰隊HXEROS（女體化蟲）
- 闇影詩章（龍崎朝木）
- 半妖的夜叉姬（三目上臈）
- BORUTO -火影新世代- NARUTO NEXT GENERATIONS-（維克多的秘書）
- 在地下城尋求邂逅是否搞錯了什麼III（椿·柯布蘭德）
- 王之襲擊 意志的繼承者（阿爾蕾特）

2021年
- 美麗新世界 The Animation（虛西）
- 魔法水果籃 The Final（白木繭子）
- Fairy蘭丸（扇）
- 決鬥大師 KING!（足草齋）
- 陰陽眼見子（四谷透子）
- 古見同學有交流障礙症。（班導師）
- 鬥神姬（三日月·威廉姆斯）
- 獻身給魔王伊伏洛基亞吧（蒂西亞、鎮民B）
- 白沙的Aquatope（具殿岬）

2022年
- 東京24區（黑葛川早紀子）
- 少女前線（代理人）
- JoJo的奇妙冒險 石之海（徐倫的母親）
- 超異域公主連結 Re:Dive Season 2（靜流）
- 寶可夢 旅途（希特隆的哈力栗）
- 古見同學有交流障礙症。第2期（班導師）
- 約會大作戰IV（本條二亞[53]）
- 真·一騎當千（關羽雲長[54]）
- 更多！認真地不認真的怪傑佐羅力 第3期（涼子）
- 秋葉原冥途戰爭（平伊達乃）
- 名偵探柯南（恩田環）
- BLEACH 千年血戰篇（伊勢七緒）
- 數碼寶貝幽靈遊戲（巴斯迪獸）

2023年
- 在地下城尋求邂逅是否搞錯了什麼IV 深章 災厄篇（椿·柯布蘭德）
- 為美好的世界獻上爆焰！（點仔[55]）
- 開闊天空！光之美少女（相田愛／愛心天使）
- 海盜戰記 SEASON 2（悠瓦）
- 甜點轉生（安涅斯·米爾·莫爾特倫[56]）
- 政宗君的復仇R（愛姬的母親）
- 英雄教室（薩琳）
- 不死少女的謀殺鬧劇（阿爾瑪[57]）
- 想當冒險者前往都市的女兒成為S級（瑪麗亞[58]）

2024年
- 婚戒物語（貝利多特）
- 狩火之王 第2期（努恩）
- 魔都精兵的奴隸（壤龍）
- 約會大作戰V（本條二亞[59]）
- 為美好的世界獻上祝福！3（點仔）
- 單人房、日照一般、附天使。（鬼田充）
- 轉生貴族憑鑑定技能扭轉人生（米蕾優·葛蘭西翁[60]）
- 隔壁的妖怪鄰居（杉本春）
- 闇影詩章F（龍崎朝木）
- 轉生貴族憑鑑定技能扭轉人生 第2期（米蕾優·葛蘭西翁）
- 在地下城尋求邂逅是否搞錯了什麼V 豐穰女神篇（椿·柯布蘭德）

2025年
- 賽馬娘 灰髮灰姑娘（川村日和）
- 藥師少女的獨語 第2期（前侍女長）
- 來到棒球場捕捉我吧！（森麻理惠）
- 鬼人幻燈抄（夜鷹[61]）
- 使人誤解的工房主～關於原英雄隊伍的雜役人員，實際上除了戰鬥能力外全是SSS的故事～（魔族的女戰士／索芙蕾婭）
- Silent Witch 沉默魔女的祕密（尼洛[62]）

2026年
- 魔都精兵的奴隸2（壤龍[63]）

### 電影動畫
2007年
- 劇場版 BLEACH The DiamondDust Rebellion 鑽石星塵的反叛（伊勢七緒）
- 劇場版 灼眼的夏娜（『悼文吟誦人』瑪瓊琳·朵）

2011年
- 劇場版 旋風管家 HEAVEN IS A PLACE ON EARTH（桂雪路）

2012年
- 劇場版 FAIRY TAIL 鳳凰巫女[[[Wikipedia:格式手册/链接#章節|錨點失效]]]（珂蒂妮塔）

2013年
- 劇場版 DokiDoki！光之美少女：小愛结婚了!!?連結未來的希望禮服（相田愛／愛心天使[64]）
- 劇場版 光之美少女 All Stars New Stage2：心之朋友（相田愛／愛心天使[65]）

2014年
- 劇場版 光之美少女 All Stars New Stage3：永遠的朋友（相田愛／愛心天使[66]）
- 劇場版 卡片鬥爭!! 先導者 Neon Messiah（鳴海淺香、伊吹浩二〈小學時期〉）
- Pokemon the movie XY 破壞之繭與蒂安希（希特隆的哈力栗、絢香的阿勃梭魯）
  - 皮卡丘，這是什麼鑰匙？（哈力栗）

2015年
- 少女與戰車 劇場版（逸見艾麗卡）
- 劇場版 光之美少女 All Stars：春之嘉年華♪（相田愛／愛心天使[67]）
- 皮卡丘與神奇寶貝樂隊（哈力栗、花潔夫人）
- Pokemon the movie XY 光環的超魔神 胡帕（希特隆的哈力栗）
- High Speed！ -Free！Starting Days-（椎名旭的姊姊）

2016年
- 劇場版 光之美少女 All Stars：大家唱歌吧♪奇蹟的魔法！（相田愛／愛心天使）
- Pokemon the movie XY&Z 波爾凱尼恩與機關人偶 瑪機雅娜（希特隆的哈力栗、拉凱爾的胖甜妮、大比鳥）

2017年
- 少女與戰車 最終章（第1話）（逸見艾麗卡[68]）

2018年
- 劇場版 HUG！光之美少女♡光之美少女 All Stars Memories（相田愛／愛心天使[69]）

2019年
- 哆啦A夢：大雄的月球探測記（裴許琉）
- 劇場版 為誰而鍊金（蒂娜[70]）
- 少女與戰車 最終章（第2話）（逸見艾麗卡）
- 劇場版 為美好的世界獻上祝福！紅傳說（點仔）
- 不起眼女主角培育法 Fine（紅坂朱音）

2021年
- 少女與戰車 最終章（第3話）（逸見艾麗卡）
- 劇場版 Fate/kaleid liner 魔法少女☆伊莉雅 Licht 無名的少女（芭潔特·弗拉卡·馬克雷米茲）

2023年
- 少女與戰車 最終章（第4話）（逸見艾麗卡）

2024年
- 劇場版 OVERLORD 聖王國篇（蕾梅迪奧絲·卡斯托迪奧[71]）

2025年
- 少女與戰車 更加相親相愛作戰！（逸見艾麗卡[72]）

### OVA
2004年
- 飛越巔峰2（維塔·諾瓦）

2005年
- 鴉 -KARAS-（炎）
- 校園迷糊大王OVA 一學期補習（周防美琴）
- 歌魂斗（對手聲音）
- 撲殺天使朵庫蘿（沼田春奈）

2006年
- 灼眼的夏娜SP「戀愛與溫泉的校外教學！」（『悼文吟誦人』瑪瓊琳·朵）
- BALDR FORCE EXE RESOLUTION（紫藤彩音）

2007年
- 草莓棉花糖OVA（伊藤伸惠）
- OVA ToHeart2（十波由真）

2008年
- ToHeart2ad（十波由真）
- 舞-乙HiME 0 ～S.ifr～（西弗爾·布蘭的母親）

2009年
- 灼眼的夏娜S（『悼文吟誦人』瑪瓊琳·朵）
- 校園迷糊大王 三學期（周防美琴）
- ToHeart2 adplus（十波由真）

2010年
- 女王之刃 美麗的鬥士們（甲魔忍軍頭領 靜）
- ToHeart2 adnext（十波由真）
- 小泉麻將傳說 -The Legend of KOIZUMI-（鳩山夫人）
- 眼鏡女友（眼鏡店店員）

2011年
- 蘿黛的後宮玩具EX（茱蒂·斯諾雷維克）
- 幻想嘉年華（芭潔特·弗拉卡·馬克雷米茲）
- 維他命X Addiction（日语：VitaminX）（南悠里）

2012年
- 一騎當千 集鍔闘士血風錄（關羽雲長[73]）
- ToHeart2迷宮旅人（十波由真）[74]
- 乃木坂春香的秘密 Finale♪（綾瀨瑠子[75]）

2014年
- 少女與戰車「這才是真正的安齊奧之戰！」（逸見艾麗卡）
- 侵略！花枝娘（辛蒂·坎貝爾）[注 4]
- 旋風管家（桂雪路）[注 5]

2015年
- 一騎當千 Extravaganza Epoch（關羽雲長[76]）

2017年
- 為美好的世界獻上祝福！2（美少女機器人）[注 6]

2019年
- Fate/kaleid liner 魔法少女☆伊莉雅 Prisma☆Phantasm（芭潔特·弗拉卡·馬克雷米茲[77]）

### 網路動畫
- Candy☆Boy（2007年，櫻井奏）
- 最終測驗（日语：最終試験くじら）（2007年，神樂香具耶）
- 干支魂～貓客萬來～（2021年，小蛇）

### 遊戲
- QQ堂（克莉絲）

2003年
- 侍魂零（日语：サムライスピリッツ零）（莉姆露露（日语：リムルル）、Chample（日语：真鏡名ミナ））

2004年
- 侍魂零Special（日语：サムライスピリッツ零）（莉姆露露、Chample）
- 幻想水滸傳IV（日语：幻想水滸伝IV）（瑪琪辛、三葉）
- ToHeart2 XRATED（十波由真）
- 中華雀士天和牌娘（日语：ちゅ〜かな雀士てんほー牌娘）（白金）
- 多卡波世界 Online（日语：ドカポンシリーズ）
- Lost+Aya+Sophia（日语：ロスト・アヤ・ソフィア）（妮娜·卡蒂納）

2005年
- 永恆傳奇Online（蘿瑞塔）
- 草莓棉花糖（伊藤伸惠）
- 極上生徒會（神宮司奏）
- DUEL SAVIOR DESTINY（娜娜司）
- 瑪比諾×風格（日语：マビノ×スタイル）（友美·O·檜山）
- 幻想水滸傳狂想曲（日语：Rhapsodia）（瑪琪辛、三葉）
- 火爆玫瑰（嘉蒂·凱恩／貝琪）
- WILD ARMS the 4th Detonator（日语：ワイルドアームズ ザ フォースデトネイター）（拉寇兒·雅柏蓋特）
- 汪達與巨像（MONO）

2006年
- Canvas2 ～彩虹色的圖畫～（桔梗霧）
- 靈彈魔女（艾莉絲亞）
- We Are*（笛吹詩忍）
- 草莓危機（花園靜馬）
- 夜明前的琉璃色 ～Brighter than dawning blue～（菲娜·法姆·亞修萊特）
- PRISM ARK（劇中歌曲“amaranth”的歌唱）
- 天地之門2 武雙傳（日语：天地の門2 武双伝）（桔梗·旬家）
- Quartett！ ～THE STAGE OF LOVE～（日语：Quartett!）（李淑花）
- 火爆玫瑰XX（嘉蒂·凱恩／貝琪）

2007年
- 一騎當千 Shining Dragon（關羽雲長）
- 天使計畫（艾蜜莉亞）
- 少女瘋狂大射擊（日语：オトメディウス）
- 蠟筆小新DS：呼風喚雨的蠟筆大作戰！（日语：クレヨンしんちゃんDS 嵐を呼ぶ ぬってクレヨ〜ン大作戦!）
- 七色★星露 pure!!（克羅瓦）
- 旋風管家 我演羅密歐、羅密歐演我！（日语：ハヤテのごとく! ボクがロミオでロミオがボクで）（桂雪路）
- 這個美妙的世界（來夢、虛西 充姬）
- 魔法飛球 PangYa 2nd Shot！（日语：スイングゴルフ パンヤ）（安莉）
- 星海遊俠1 初次啟航（米莉·奇利特）
- Muv-Luv ALTERED FABLE（日语：マブラヴ ALTERED FABLE）（克麗斯嘉·巴切諾娃）
- 洛克人ZX 降臨（阿特拉斯）

2008年
- 一騎當千 Eloquent Fist（關羽雲長）
- 無盡探險（艾雅）
- CHAOS;HEAD（蒼井瀨名）
- 侍魂閃（莉姆露露）
- 劍魂IV（艾咪·索蕾爾、亞斯他錄·梅德爾）
- 乃木春香的秘密 開始了，角色扮演♥（綾瀨瑠子）
- 花樣男子 -戀愛女子-（道明寺椿）
- 女神戰記 負罪者（艾莉絲／地獄犬）
- Fate/unlimited codes（芭潔特·弗拉卡·馬克雷米茲）
- 武裝神姬 BATTLE RONDO（工程機型MMS 葛拉普拉布）
- BLAZER DRIVE徽章戰役（卡蓮）
- PRISM ARK -AWAKE-（神樂）
- 弧光之源2 意志（日语：ルミナスアーク2 ウィル）（綾野）
- 摔角天使生存者2（日语：レッスルエンジェルス サバイバー）（楠木悠里、Maiden櫻崎）
- 鐵道娘DS ～Terminal Memory～（日语：鉄道むすめ#ゲーム）（門田櫻）

2009年
- 弧光幻想曲（日语：アークライズファンタジア）（雪莉）
- CHAOS;HEAD NOAH（蒼井瀨名）
- 雀龍門（新米雀士）
- 魔法飛球 PangYa（安莉）
- 星海遊俠4 -最後的希望-（蜜利雅·迪歐尼潔司）
- 鶺鴒女神 ～未來的贈禮～（鈿女）
- 絕體絕命都市3 -步向毀壞的城市與少女之歌-（日语：絶体絶命都市3 -壊れゆく街と彼女の歌-）（本條咲）
- 劍魂：破碎的命運（艾咪·索蕾爾）
- ToHeart2 PORTABLE（十波由真）
- 電擊學園RPG 女神的十字架（瑪瓊琳·朵）
- FINAL FANTASY CRYSTAL CHRONICLES Echoes of Time（不死名媛、伊莉娜）
- 水之魔石（菲德）
- 夜明前的琉璃色 -Moonlight Cradle-（菲娜·法姆·亞修萊特）

2010年
- 閃耀十字軍 STARLIT BRAVE!!（菲娜·法姆·亞修萊特）
- 亞迦雷斯特戰記2（日语：アガレスト戦記2）（梅露維納）
- 一騎當千 XROSS IMPACT（關羽雲長）
- 家有愛妻 ～我的專屬新娘～（日语：俺の嫁 〜あなただけの花嫁〜）（幼女類型、御姊類型）
- CHAOS;HEAD Love Chu☆Chu！（蒼井瀨名）
- 乃木春香的秘密 同人誌創作開始♥（綾瀨瑠子）
- 地獄犬計劃（藍）
- 醫院風雲 6醫師（日语：HOSPITAL. 6人の医師）（瑪麗亞·泰瑞絲）

2011年
- AQUAPAZZA -AQUAPLUS DREAM MATCH-（十波由真）
- 少女瘋狂大射擊 Excellent！（日语：オトメディウス エクセレント!）
- 我的妹妹哪有這麼可愛 攜帶版（日语：俺の妹がこんなに可愛いわけがない ポータブル）（槙島沙織〈沙織·巴吉納〉）
- 戰律雲端（日语：戦律のストラタス）（笹原七瀨[78]）
- ToHeart2 迷宮旅人（日语：ToHeart2 ダンジョントラベラーズ）（十波由真）
- ToHeart2 DX PLUS（十波由真）
- 科學超電磁砲（日语：とある魔術の禁書目録 (ゲーム)）（舍監）

2012年
- 英雄傳說 零之軌跡 Evolution（格蕾絲·琳[79]）
- 我的妹妹哪有這麼可愛 攜帶版哪有可能繼續（槙島沙織〈沙織·巴吉納〉[80]）
- 到水平線的距離？ -ORIGINAL FLIGHT-（日语：水平線まで何マイル?）（名香野陽向[81]）
- 劍魂V（日语：ソウルキャリバーV）（薇歐拉）
- Dies irae ～Amantes amentes～（冰室玲愛[82]、伊札克[83]）
- PACHISLOT ToHeart2（十波真由[84]）
- WHITE ALBUM2 ～幸福的另一側～（冬馬和紗[85]）
- 極度混亂（飛鈴）
- 新娘夢工廠（日语：嫁コレ）（槙島沙織〈沙織·巴吉納〉、柴田勝家、冬馬和紗）
- 符文工廠4（克蘿莉卡[86]）

2013年
- 我的妹妹哪有這麼可愛！HappyenD（日语：俺の妹がこんなに可愛いわけがない。 ハッピーエンド）（槙島沙織〈沙織·巴吉納〉[87]）
- 海賊幻想曲（海軍大將）
- 卡片鬥爭!! 先導者 衝向勝利!!（鳴海淺香）
- Girls×Magic（乃木坂寧寧[88]）
- 神咒神威神樂 曙之光（日语：神咒神威神楽）（常世[89]）
- 極限凸騎 怪物卡片對決（日语：限界凸騎 モンスターモンピース）（愛爾莎[90]）
- 新星的Grand Union（布蘭諾瓦[91]）
- 青春的開端（日语：青春はじめました!）（東雲吉野[92]）
- ToHeart 心動派對（冬馬和紗）
- DokiDoki！光之美少女 變裝生活！（相田愛／愛心天使）
- Muv-Luv Alternative Total Eclipse（克麗斯嘉·巴切諾娃[93]）
- 魔女與百騎兵（魔莉卡）

2014年
- 英雄傳說 碧之軌跡 Evolution（格蕾絲·琳[94]）
- 少女與戰車 戰車道的極致！（逸見艾麗卡[95]）
- 企業☆女孩（ホリー·バルバーニー）
- 碧藍幻想（希格[96]、莉姆露露[97]）
- 私立格里莫瓦魔法學園（日语：グリモア〜私立グリモワール魔法学園〜）（艾蓮·阿梅迪克[98]）
- 巴哈姆特之怒（愛莎[99]）
- 超級女英雄戰記（日语：超ヒロイン戦記）（樹麻凜[100]）
- 戰場的婚禮（魔術王克莉絲緹娜）
- SOUL SACRIFICE DELTA（莉歐妮絲[101]）
- 任天堂明星大亂鬥3DS/Wii U（哈力栗、水水獺、索羅亞克、哲爾尼亞斯）
- 惡魔高校D×D NEW FIGHT（天野夕麻〈雷娜蕾〉[102]）
- 殺戮魅影[103]
- Fate/hollow ataraxia（芭潔特·弗拉卡·馬克雷米茲[104]）

2015年
- 超銀河船團（[105]、[106]）
- 勇者鬥惡龍VIII 天空、碧海、大地與被詛咒的公主（蓋爾妲[107]）
- Princess Connect！（日语：プリンセスコネクト!）（星野靜流[108]）
- 夢幻之星Online2（[109]）
- 魔女與百騎兵 Revival（魔莉卡[110]）

2016年
- 蒼之彼方的四重奏（有牡丹[111]）
- 鬥陣特攻（辛梅塔[112]）
- 極限凸騎 怪物卡片對決 NAKED（愛爾莎[113]）
- 宿星的絕望鄉（妖魔刹那[114]）
- 戰國少女 ～LEGEND BATTLE～（日语：CR戦国乙女#ゲーム）（立花道雪[115]）
- VALKYRIE ANATOMIA -THE ORIGIN-（日语：ヴァルキリーアナトミア -ジ・オリジン-）（達琳[116]、艾莉絲／冥狼犬艾莉絲）
- 龍息之焰6：白龍的守護者（日语：ブレス オブ ファイア）（艾莉潔[117]）
- Final Fantasy 世界（日语：ワールド オブ ファイナルファンタジー）（不死名媛）
- 星海遊俠：回憶（日语：スターオーシャン:アナムネシス）（米莉·奇利特、 穆莉雅·迪歐尼賽斯）

2017年
- 永遠的7日之都（瑟雷斯）
- 聖火降魔錄 回聲 另一位英雄王（卡秋亞[118]）
- 聖火降魔錄 英雄雲集（卡秋雅、拉切爾、索妮婭）
- 光之美少女連線消除（日语：プリキュア つながるぱずるん）（相田愛／愛心天使）
- 艦隊Collection（旗風、Luigi Torelli／UIT-25／伊504[119]）
- 闇影詩章（冥府之長 艾夏、狂熱機士兵、迷宮探險家 科羅伊）

2018年
- 秋之回憶 -無垢少女-（久世奏波）
- Princess Connect！Re:Dive（靜流[120]）
- 少女與戰車 戰車夢幻大會戰（逸見艾麗卡[121]）
- 秋之回憶 -無垢少女-（久世奏波[122]）
- 東京Conception（和倉紗友里[123]）
- 藍寶石球體 ～蒼之境界～（提亞瑪特[124]）
- 食之契約（蘭姆酒、水果撻、大醬湯）

2019年
- 碧藍航線（腓特烈大帝）
- 劍魂VI（艾美[125]）[注 7]
- 超次元大海戰（卡伯特、暴怒）
- 陰陽師（瀧夜叉姬）
- 星海遊俠1 First Departure R（米莉·奇利特）
- 寶可夢大師（麗姿）

2020年
- 為美好的世界獻上祝福！Fantastic Days（豆之助、瑟娜[126]）
- 刀劍神域 彼岸遊境（法娜提歐·辛賽西斯·滋[127]）
- 一騎當千Extra Burst（關羽雲長[128]）
- 夢境連結！Re:Connected（東文真希）
- 閃耀幻想曲（片瀨真宵、白井麗子）
- 魔法禁書目錄 幻想收束（舍監、瑪琼琳·朵）

2021年
- 明日方舟（歌蕾蒂婭）

2022年
- Fate/Grand Order（芭潔特·弗拉卡·馬克雷米茲[104]）
- 守望傳說（帕爾瓦蒂）

2023年
- 勝利女神：妮姬（尼希利斯塔）
- 崩壞：星穹鐵道（黑天鵝[129]）

### 廣播劇CD
- ONE×3（日语：ONE×3）（桃乃木優）
- 千歲Get You!!（藤麻子）
- （敷島有紀）
- CHAOS;HEAD 廣播劇CD「The parallel bootleg」（蒼井瀨名）
- CHAOS;HEAD 有聲系列 完整BOX（蒼井瀨名[130]）
- （武屋真由、久我真）
- 風之聖痕（篠宮由香里）
- 神的預言好準！（日语：かみさまのいうとおり!）（黑野美砂子）
- 武裝鍊金（早櫻花）
- （葛麗緹亞·黛德麗）
- Venus Versus Virus（名橋露琪亞）
- 女王之刃（甲魔忍軍頭領 靜）
- 最終神話戰爭伊特奧佩拉 原聲廣播劇CD系列（厄洛斯）
  - 第1章 分裂的神話
  - 第2章 彷徨的冥界之門（伊蒂拉）
  - 第3章 光輝的悠遠女神
- 惡黨美眉（日语：しるバ.）（安田史泰拉）
- 聖痕鍊金士 ～皇女之卵～ CD廣播劇專輯（織部真冬）
- 我要成為世界最強偶像（西原涼）
- 07-GHOST 給神的情書（莉莉亞）
- 殭屍屋麗子（日语：ゾンビ屋れい子）（姬園麗子）
- 桃組+戰記（柴浦清子）
- Fate/hollow ataraxia 廣播劇CD =（芭潔特·弗拉卡·馬克雷米茲）[注 8]
- PRISM ARK系列（神樂）
  - PRISM ARK DRAMA CD「地獄修女 特里莎的變化」
  - PRISM ARK 彩虹～☆廣播劇CD 「校長的磨練場 PROVING GROUNDS OF THE "KOUCHOU SENSEI"」
  - PRISM ARK 彩虹～☆廣播劇CD2 「PRISM學藝會特別篇 新說？PRISM ARK！」
  - PRISM ARK 彩虹～☆廣播劇CD3 「超魔法合神 RISMAX ARK」
- 乃木春香的秘密（綾瀨瑠子）
- 超無氣力戰隊 -激爆五人組-（日语：超無気力戦隊ジャパファイブ）（深海渚／激爆藍）
- 旋風管家 廣播劇CD（桂雪路）
  - 廣播劇CD 1 綾崎妙麗與秘密的課外活動
  - 廣播劇CD 2 白皇學院的巴士之旅與瑪莉亞的獨白
- 信蜂 廣播劇CD（內莉）
- 落花流水（綾瀨曉）
- 純真奇蹟100%（高杉千鶴子）
- 世界迷或劇場 童話「白雪公主」（皇后、鏡）
- #000000極限之黑系列（鳥丸寧）
  - #000000極限之黑 Love Me Tender
  - #000000極限之黑 Missing Link
- 我的妹妹哪有這麼可愛！（槙島沙織〈沙織·巴吉納〉）
- 櫻花樹下的小惡魔（花坂紫苑）
- 花嫁研習社（泉川老師）
- WHITE ALBUM2 -introductory chapter- 「祭典之前 ～2人的24小時～」（冬馬和紗）
- 淺見光彥系列（日语：浅見光彦シリーズ）「天河傳說殺人事件」（水上秀美）
- 絕對未爆原子少女（日语：絶対不発アトミックガール）（藍）
- 你的侍奉只有這種程度嗎？（阿方西娜十三世）
- Walkure Romanze 少女騎士物語（龍造寺茜[131]）
- 南鎌倉高校女子自行車社（森四季）[注 9]
- 霧雨飄零之森 廣播劇CD 一粒目的雨（神崎詩織[132]）
- 女子高校拷問部（藤原志士子[133]）
- 花嫁研習社（泉川仁美）

### 廣播劇
- 乃木坂春香的秘密（綾瀨瑠子，電擊大賞：2007年10月27日起，全4回）
- VOMIC
  - （篠原流香，S-Radio（日语：S-ラジ）：2008年2月7日－28日，全4回）
  - 機巧童子ULTIMO（日语：機巧童子ULTIMO）（小平瑠音，Sakiyomi Jum-Bang！（日语：サキよみ ジャンBANG!）：2011年5月）
  - 黑鐵（刀條小百合，Sakiyomi Jum-Bang！：2012年5月）

### 外語配音

#### 電影／電視影集
| 作品年份 | 作品名稱                     | 配演角色           | 演員              | 媒介                   |
| -------- | ---------------------------- | ------------------ | ----------------- | ---------------------- |
| 2013     | 飢餓遊戲：星火燎原           | 喬安娜·梅森        | 吉娜·瑪隆         | 劇院公映版             |
| 2014     | 飢餓遊戲：自由幻夢I          | 喬安娜·梅森        | 吉娜·瑪隆         | 劇院公映版             |
| 2015     | 飢餓遊戲：自由幻夢 終結戰    | 喬安娜·梅森        | 吉娜·瑪隆         | 劇院公映版             |
| 1993     | 神秘的古廟                   | －                 | －                | [ 注 10 ]              |
| 1996     | 黄飛鴻之理想年代             | －                 | －                | DVD版本                |
| 1999     | 校園大狼                     | －                 | －                | NHK版                  |
| 2003     | 醜聞                         | －                 | －                | DVD版本                |
| 2006     | 失蹤現場 (第4季)             | 海蒂、洛雷塔       | －                | WOWOW版                |
| 2007     | 外星戰警                     | 茱莉               | 艾瑪·萊哈娜       | DVD版本                |
| 2008     | 鐵證懸案 (第6季)             | 艾莉遜·瑟斯頓      | 艾曼達·舒爾       | AXN頻道                |
| 2009     | 辣妹我愛你                   | 貝絲·庫珀          | 希丹·彭尼蒂亞     | DVD版本                |
| 2010     | 灰姑娘的姐姐                 | 宋恩祖             | 文瑾瑩            | 富士電視台版           |
| 2010     | 41處男                       | 奇姆               | 諾倫·狄沃夫       | DVD版本                |
| 2012     | 屍物招領                     | 卡拉·米勒          | 歐拉·加里多       | WOWOW版／BD收錄        |
| 2015     | 嘻哈帝國                     | 阿尼卡·卡爾霍恩    | 葛蕾絲·吉莉       | WOWOW版                |
| 2015     | 重返犯罪現場：洛杉磯 (第6季) | 寶拉·福恩特斯      | 安吉麗卡·卡布拉爾 | 東京電視台版           |
| 2015     | 華政                         | 貞明公主           | 李沇熹 主演       | BS富士版／DVD收錄      |
| 2017     | 漫才梅索太太                 | 米莉安·“米菊”·梅索 | 瑞秋·布羅斯納安   | Amazon Prime Video頻道 |

#### 動畫
- 麗莎和卡斯柏（卡斯柏的母親、維多利亞）
- 淘氣小企鵝（卡龍[135]）
- 變形金剛：領袖之證（珍·達比[136]）
- 變形金剛：隨時變形狀（英语：Transformers: Robots in Disguise (2015 TV series)）（風刃）
  - 變形金剛：隨時變形狀 微型金剛之章（英语：Transformers: Robots in Disguise (2015 TV series)）（風刃（英语：Windblade））
- 天才阿公（Aunt Grandma 等）

#### 其它
- Hollywood Top Ten（日语：Dlife#情報・バラエティ）（琳達·哈里根）

### 特攝影集
- 假面騎士Ghost（2015年，昆蟲眼魔的聲音[137]）

### 實寫
- 天高氣爽（日语：天うらら）
- TEAM（日语：TEAM (テレビドラマ)）
- 師株式社2
- Anime-TV（日语：アニメTV）
- 花之聲優界！明星☆保齡球 製作公司對決GEKI投特別節目（日语：花の声優界! スター☆ボウリング#第1弾）
- （2013年10月30日）
- Pokemon GET☆TV（日语：ポケモンゲット☆TV）（AD哈力栗的聲音）

### 廣播節目
※記號表示網路廣播。
- 開運☆野望神社（日语：開運☆野望神社）（2003年12月23日－2004年3月5日，虎之穴公式官網）※
- 仁美與有佳的（2004年3月31日－2006年3月29日，文化放送）
- 開運☆☆野望神社（日语：開運☆野望神社）（2004年8月17日－2005年1月18日，虎之穴公式官網）※
- 極限女孩Radio（2005年1月－4月）
- GENEON presents 週刊ANIME PRESS STARSHIP CHANNEL（日语：GENEON Presents 週刊アニメプレス）（2005年1月13日－3月31日，BSQR489（日语：BSQR489））
- ☆開運☆野望神社☆（日语：開運☆野望神社）（2005年8月8日－2008年9月1日，虎之穴公式官網）※
- 生天目仁美的太陽大人與散步（日语：生天目仁美のお陽さまとおさんぽ）（2005年11月3日－2007年6月28日，音泉、BEWE（日语：BEWE）※、animate TV（日语：アニメイトタイムズ）※）
- 女高中生digital電台（2005年12月－2006年10月，TE-A room（日语：Showgate RADIO））※
- 星際海盜Radio Show（日语：コヨーテ レディオショー）（2006年4月－11月，TE-A room）※
- 素敵看板娘（日语：素敵看板娘）（2006年5月－12月，TE-A room）※
- 一騎當千DDR ～Dragon Destiny Radio～（2006年11月－2008年2月，Media Factory Radio（日语：メディファクラジオ））※
- GO！純情水泳社！ 準備運動（日语：ケンコー全裸系水泳部 ウミショー 夏!!本番）（2007年5月23日－6月，音泉）※
- GO！純情水泳社！ 夏季!! 彩排（2007年7月4日－10月，音泉）※
- 一騎當千GGR ～Great Guardians Radio～（2008年3月－2009年3月，Media Factory Radio）※
- 集英學園大學 漫研（日语：集英学園大学 マン研）（2008年7月－2009年4月，文化放送）※
- 小生意氣!!（2008年9月18日－2009年7月，animate TV）※
- Radio Total Eclipse（2009年1月4日－2013年3月29日，文化放送）
- 電台講座 簡單易懂的現代魔法 第1（2009年5月8日－12月25日，簡單易懂的現代魔法公式官網）※
- 一騎當千 XTREAME XECUTOR RADIO（2009年12月25日－2010年12月3日，Hibiki Radio Station（日语：HiBiKi Radio Station））※
- 淺野真澄、生天目仁美的HiBiKi當千（2011年10月20日－2016年3月24日，HiBiKi Radio Station）※
- WHITE ALBUM2 同好會電台（2012年8月9日－2014年4月25日，音泉）※
- WHITE ALBUM2 同好會電台 2018（2018年7月13日－2018年9月14日，音泉）※

### 廣播CD
- 廣播CD「站起來！我們是先導者」Vol.8（嘉賓身份出演)[138]
- 廣播CD WHITE ALBUM2 同好會電台 Vol.1－2[139]
- 淺野真澄與生天目仁美的戀愛指南書？、??

### DVD
- Charinco

### 舞台
- 缶
  - 缶（2011年5月31日－6月5日，新宿莫里哀劇院）
  - 缶二本目（2013年3月5日－10日，中目黑Kinkero（日语：キンケロ・シアター））
  - 缶三本目「君眉毛剃日」（2014年10月29日－11月3日，池袋綠色劇院 BIG TREE THEATER）
- 少女企劃灰鵐☆（日语：クロジ (劇団)） 第十回紀念公演「異說 金瓶梅」（2012年4月26日－30日，Theatre sunmall（日语：シアターサンモール））

### 其它
- Flash Novel New Space Order（日语：New Space Order）（上尉）
- （姬宮深藍與巧克力搖滾）
  - 標題曲為電視動畫《乃木春香的秘密》片頭主題曲。B面歌曲用作PS2移植遊戲《乃木坂春香的秘密 開始了，角色扮演♥》片頭主題曲。
- 舞華蒼魔鏡（河城似鳥）
- 東方二次創作同人動畫 夢想夏鄉 ～A Summer Day's Dream～（八意永琳）
- Go！Princess 光之美少女 音樂劇Show 拯救公主樂園！（心天使）
- 超級英雄&女英雄 暑假特輯（2013年8月25日，朝日電視台，舞台上負責發出心天使的聲音）
- 妄想☆Boatman 第11回、第12回（日本戰隊頻道（日语：日本レジャーチャンネル），妄想Racer（日语：競艇選手）的聲音）
- 終末的後宮（2017年，有聲劇場）－羽生柚希[140]

## 音樂作品
聲優組合生天目仁美與伊藤靜的歌曲請參照「生天目仁美與伊藤靜」，N±的歌曲請參照「N±」。

### 單曲
| 枚數 | 發行日期       | 單曲名稱                                       | 規格編號  | 最高排名 |
| ---- | -------------- | ---------------------------------------------- | --------- | -------- |
| 1st  | 2006年8月18日  |                                                | SDCR-0005 |          |
| 2nd  | 2006年11月22日 |                                                |           |          |
| ※    | 2006年11月22日 | Crescent Love ～月亮的眼淚～（Crescent Love ） | FCCM-0164 | 第77名   |

### 專輯
| 枚數 | 發行日期      | 專輯名稱 | 規格編號  | 最高排名 |
| ---- | ------------- | -------- | --------- | -------- |
| 1st  | 2007年5月25日 | PICNIC   | SDCR-0011 |          |

| 枚數 | 發行日期      | 專輯名稱 | 規格編號 | 最高排名 |
| ---- | ------------- | -------- | -------- | -------- |
| 1st  | 2006年2月24日 |          |          |          |

### 角色歌曲与专辑
年份不明
- Haif Moon vol.1 featuring 生天目仁美「Palette」
- Life ～Everyone has their own way of life

2004年
- 校園迷糊大王 漫畫形象專輯 Vol.3 周防美琴（9月23日）

2005年
- 校園迷糊大王：莎拉·亞迪耶瑪斯（4月27日）
- 偶然天使（日语：偶然天使）（5月25日）
- 極上生徒會 角色單曲 Vol.1 執行部書記 蘭堂梨乃&會長 神宮司奏（6月22日）
- 嬉皮笑園 歌唱專輯「學園天國」（10月26日）

2006年
- We Are* Piece of Peace Vol.4 笛吹詩忍（9月8日）

2007年
- 鐵道娘（日语：鉄道むすめ） 角色歌曲精選輯 Vol.6 門田櫻（10月10日）
- PRISM ARK PRIVATE SONG Vol.2

2008年
- 「旋風管家」角色CD9 桂雪路 starring 生天目仁美（日语：「ハヤテのごとく!」キャラクターCD#9 桂雪路）（1月25日）
- （7月23日）

2009年
- 簡單易懂的現代魔法 SPECIAL CODE ALBUM（9月30日）
- 挑發Cherry Heart（日语：挑発Cherry Heart）（10月23日）
- Sweets（日语：Sweets (姫宮みらんとチョコレートロッカーズのアルバム)）（12月23日）

2012年
- 一起一起這裡那裡（4月18日）
- （5月16日）
- 織田信奈的野望 歌姬02 Music of the different world 前田犬千代／柴田勝家（9月5日）

2013年
- DokiDoki！歌唱專輯1 Jump up, GIRLS！（日语：ドキドキ!プリキュア サウンドアルバム#Jump up, GIRLS!）（7月17日）
- Love Link（日语：ラブリンク）（9月4日）
- 寶物（日语：たからもの (ドキドキ!プリキュアのキャラクターソング)）（10月23日）
- DokiDoki！歌唱專輯2 ～100%光之美少女DAYS☆～（日语：ドキドキ!プリキュア サウンドアルバム#〜100%プリキュアDAYS☆〜）（11月6日）

2014年
- DokiDoki！ 歌唱精選（日语：ドキドキ!プリキュア サウンドアルバム#ボーカルベスト）（1月15日）

2016年
- WHITE ALBUM2 ORIGINAL SOUNDTRACK ～kazusa～（12月29日）

### 其它參加樂曲
- 雪降歌 ～scene:X'mas～（2006年11月22日）
- ～夏日歌日記～（2007年6月29日）

### 作詞
- （2006年）
- 卒業（2006年）
- （2006年）
- 旅立（2006年）
- （2007年）
- ～眼差～（2007年）
- （2007年）

## 腳註

## 外部連結
- （日語）－生天目仁美的官方個人部落格。
- 生天目仁美｜賢Production （页面存档备份，存于） （日語）
- （日語）
- 生天目仁美的Instagram帳戶 （日語）
- 生天目仁美在動畫新聞網百科全書中的資料（英文）